# سكوت بالدوين (لاعب اتحاد الرغبي)
سكوت بالدوين (بالإنجليزية: Scott Baldwin)‏ هو لاعب اتحاد الرغبي بريطاني، ولد في 12 يوليو 1988 في بريدجند ‏ في المملكة المتحدة.

## وصلات خارجية
- سكوت بالدوين على موقع دوري الرغبي الممتاز (الإنجليزية)
- سكوت بالدوين عل موقع إسبنسكروم (الإنجليزية)
- سكوت بالدوين على موقع ItsRugby.co.uk (الإنجليزية)